# Jakub Mareš
Jakub Mareš (* 26. Januar 1987 in Teplice) ist ein tschechischer Fußballspieler.

## Vereinskarriere
Jakub Mareš begann mit dem Fußballspielen im Alter von fünf Jahren beim FK Teplice. Im Jahr 2004 schaffte er den Sprung in den Profikader. Um Spielpraxis zu sammeln, wurde der Mittelfeldspieler in der Spielzeit 2005/06 an den Zweitligisten FK Ústí nad Labem ausgeliehen, in der Saison 2006/07 spielte er auf Leihbasis beim 1. FC Slovácko.
Im Sommer 2007 kehrte Mareš nach Teplice zurück und gehörte seitdem zur Stammformation der Nordböhmen. Nachdem er in der Hinrunde 2011/12 an Sparta Prag ausgeliehen war, wechselte er in der Winterpause zu FK Mladá Boleslav.

## Nationalmannschaft
Mareš stand im Kader der tschechischen U-20-Auswahl, die bei der Junioren-Fußballweltmeisterschaft 2007 in Kanada Vizeweltmeister wurde. Zuvor hatte er bereits für tschechische U-16, U-17, U-18 sowie U-19 gespielt.